# Leichtathletik-Europameisterschaften 2010/Teilnehmer (Schweiz)

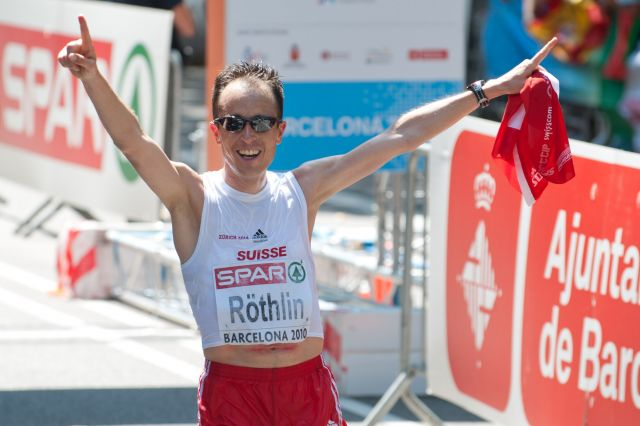
Viktor Röthlin nach seinem Sieg im Marathonlauf

Die folgenden Schweizer Leichtathleten haben an den Leichtathletik-Europameisterschaften 2010 (27. Juli bis 1. August in Barcelona) teilgenommen.
Das Team umfasste zwölf Männer und zehn Frauen. Es resultierte eine Medaille: Viktor Röthlin gewann Gold im Marathonlauf. Es war die erste Goldmedaille an Leichtathletik-Europameisterschaften seit jener von Werner Günthör im Kugelstossen 1986. Damit belegte die Schweiz im Medaillenspiegel den 12. Platz. Weitere Resultate unter den besten acht: Die 4-mal-100-Meter-Staffel belegte mit neuem Schweizer Rekord den vierten Platz, Christian Belz im 10.000-Meter-Lauf den sechsten sowie Lisa Urech im 100-Meter-Hürdenlauf den siebten Platz.
| Wettbewerb        | Männer                                                                      | Frauen                                                 |
| ----------------- | --------------------------------------------------------------------------- | ------------------------------------------------------ |
| 100 m             |                                                                             |                                                        |
| 200 m             | Marc Schneeberger (12. Platz) Alex Wilson (29. Platz)                       |                                                        |
| 800 m             |                                                                             |                                                        |
| 5000 m            | Philipp Bandi (21. Platz)                                                   | Sabine Fischer (9. Platz)                              |
| 10.000 m          | Christian Belz (6. Platz)                                                   | Martina Strähl (11. Platz)                             |
| Marathon          | Viktor Röthlin (Goldmedaille)                                               | Patricia Morceli (DNF) Maja Neuenschwander (27. Platz) |
| 100 m Hürden      | –                                                                           | Lisa Urech (7. Platz) Clélia Reuse (26. Platz)         |
| 400 m Hürden      | Fausto Santini (19. Platz)                                                  |                                                        |
| Hochsprung        |                                                                             | Beatrice Lundmark (10. Platz)                          |
| Stabhochsprung    |                                                                             | Anna Katharina Schmid (Final)                          |
| Weitsprung        |                                                                             | Irene Pusterla (13. Platz)                             |
| Dreisprung        | Alexander Martínez (25. Platz)                                              |                                                        |
| Siebenkampf       | –                                                                           | Linda Züblin (16. Platz)                               |
| Zehnkampf         | Simon Walter (DNF)                                                          | –                                                      |
| 4 × 100 m Staffel | Pascal Mancini Aron Beyene Reto Amaru Schenkel Marc Schneeberger (4. Platz) |                                                        |

## Weblink
- Schweiz mit 22 Athleten nach Barcelona auf swiss-athletics.ch